# Zerotula nummaria
Zerotula nummaria är en snäckart som beskrevs av Powell 1940. Zerotula nummaria ingår i släktet Zerotula och familjen Zerotulidae. Inga underarter finns listade i Catalogue of Life.